# 리츠 런던

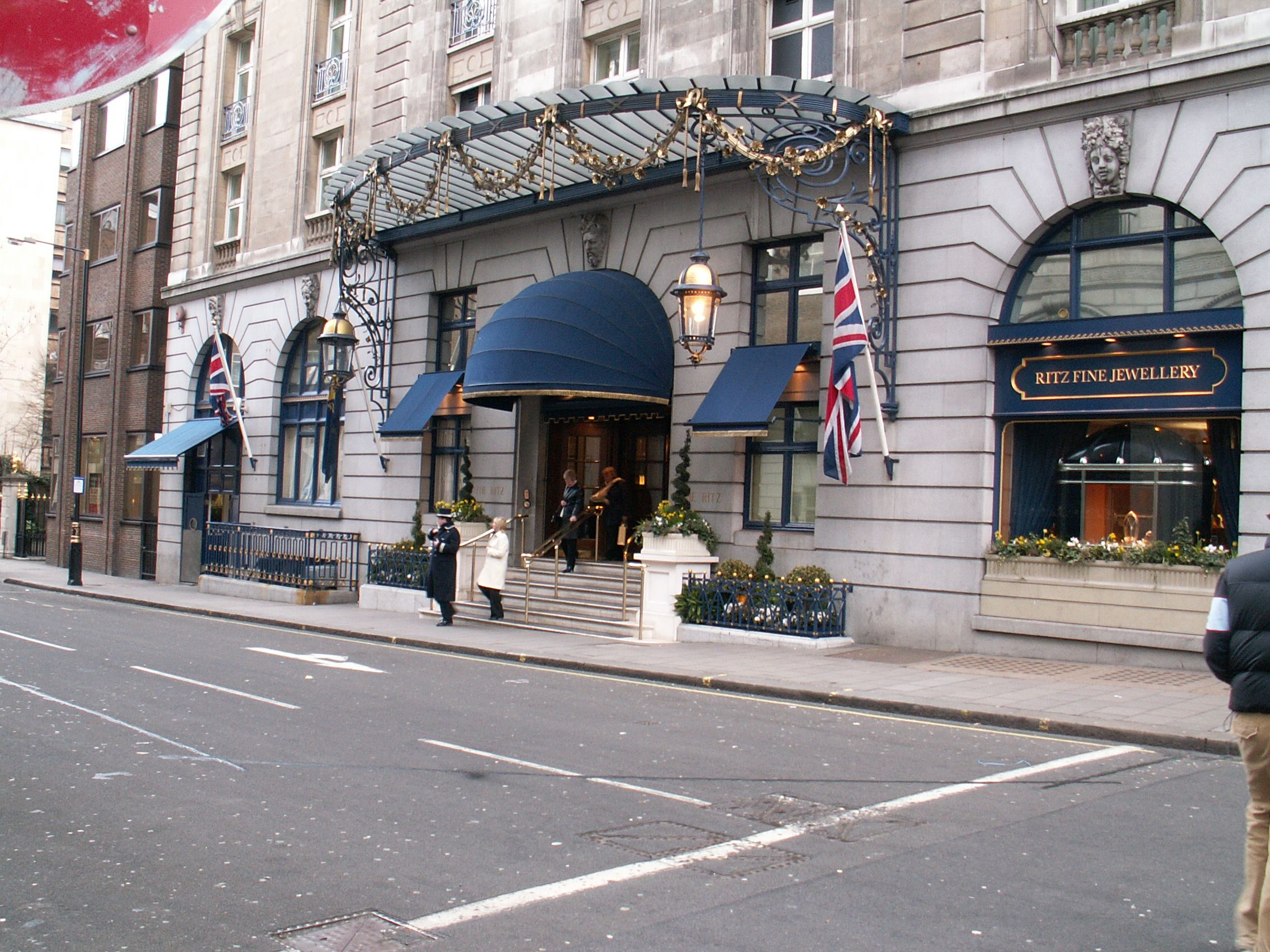
리츠 런던

리츠 런던(The Ritz London)은 영국 런던의 피카딜리 거리에 위치한 호텔이다.

## 같이 보기
- 호텔 리츠 파리